# Лю Ицин
Лю Ици́н (кит. трад. 劉義慶, упр. 刘义庆, пиньинь Liú Yìqìng, 403—444) — китайский писатель и историк времен династии Лю Сун.

## Биография
Происходил из императорского рода Лю. Был сыном Лю Тао, вана (князя) Линьчуаня, и племянником императора У-ди. Родился в городе Пэнчэн (современный Сюйчжоу провинции Цзянсу). Получил классическое образование, ещё в молодости стал заниматься литературой.
В 415—420 годах вместе с отцом принимал участие в военных действиях своего дяди Лю Юя (будущего У-ди) до момента прихода последнего к власти. Государственную карьеру начал при императоре Вэнь-ди в 424 году, в 429—432 годах занимал различные должности при императорском секретариате. В 432 году был назначен председателем канцелярии при губернаторе провинции Цзинчжоу, в 439 году стал заместителем губернатора провинции Янчжоу. В 440 году оказался при императорском дворе. Свою службу совмещал с занятием историей и литературной деятельностью. Умер в столице Цзянькан (часть современного Нанкина) в 444 году от тяжёлой болезни.

## Творчество
Наследие Лю Ицина представлено как крупными историческими сочинениями, так и повестями на мифологическую тематику. В своём произведении «Истории тьмы и света» («Ю мин лу») Лю Ицин даёт описание вымышленных событий и героев.
Одно из самых известных произведений — «Рассказы о событиях в мире» («Ши шо» или — в более поздних изданиях — «Ши шо синь юй»), которые содержат большое количество коротких историй, распределённых по рубрикам: благотворительные поступки, речь, дела правления, литература, мастерство, гордость, подозрительность. В них приводятся исторические примеры (со времён династии Восточная Хань до династии Цзинь). Они стали довольно известными у современников автора и последующих поколений.
Весомым произведением является «Биография древних мудрецов», которая состояла из 10 цзюаней, в частности, Юань Шу, Ли Чин. В качестве привязанности автор ввёл сюда своего современника Бао Чжао.